# Necropoli di Sas Arzolas de Goi
La necropoli di Sas Arzolas de Goi è un sito archeologico ubicato a breve distanza dal centro abitato di Nughedu Santa Vittoria, nella regione storica del Barigadu, Sardegna centrale. Situata in parte su una collina trachitica ed in parte in un masso risparmiato da lavori di cava, è composta da sette domus de janas di tipo pluricellulare.
L'interesse del sito è costituito principalmente dalla presenza di decorazioni eseguite con ocra rossa e da alcune protomi taurine ricavate nella roccia. La necropoli è inoltre arricchita da numerosi elementi architettonici quali lesene, pilastri, cornici e nicchie, e da un "focolare" scavato nel pavimento.
Il sito, cronologicamente ascrivibile al periodo compreso tra il Neolitico finale (cultura di Ozieri, 3200-2800 a.C.) e l'Eneolitico (2600 a.C.), è stato oggetto di indagini archeologiche da parte dell'archeologa Giuseppa Tanda.

## Galleria d'immagini

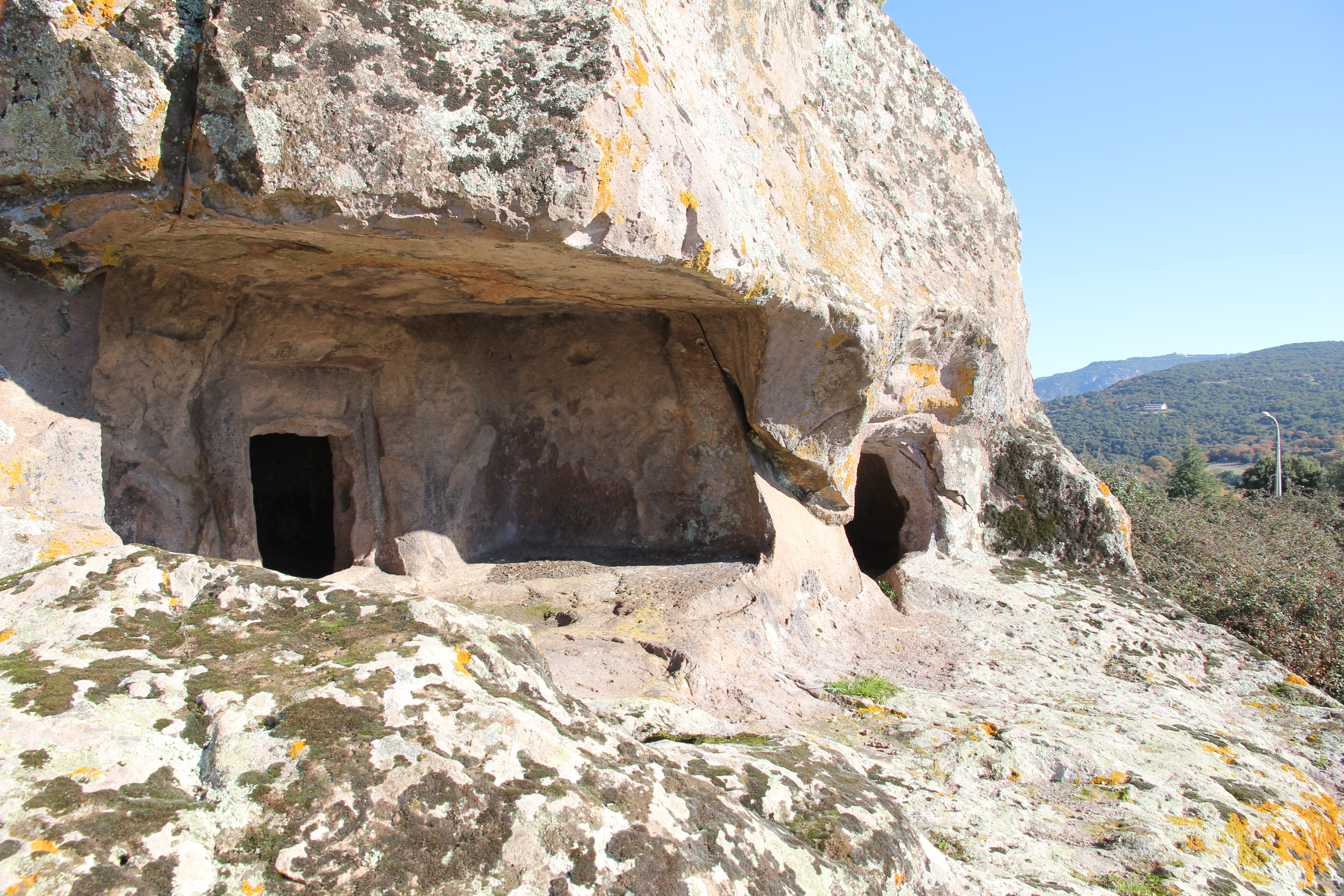
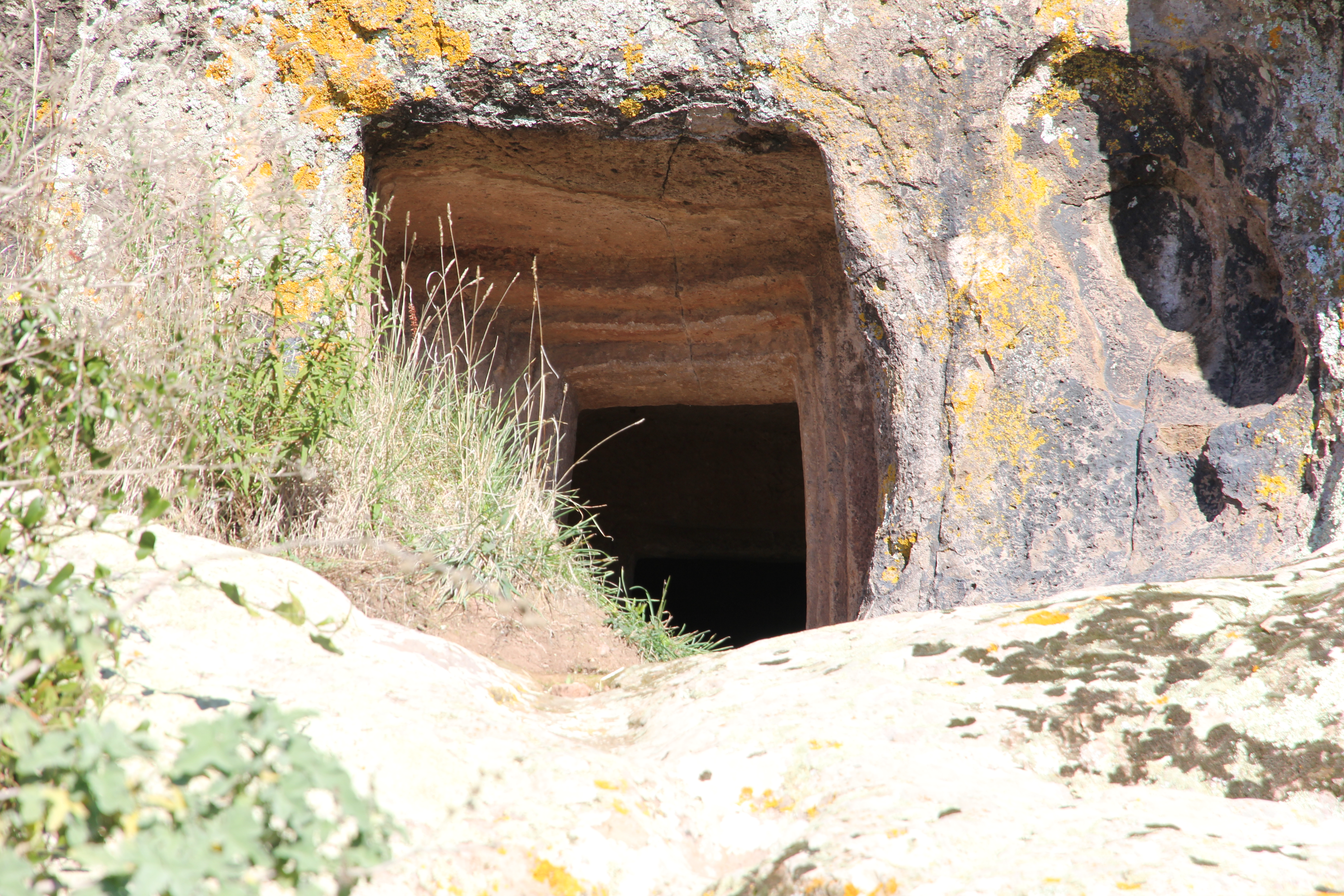
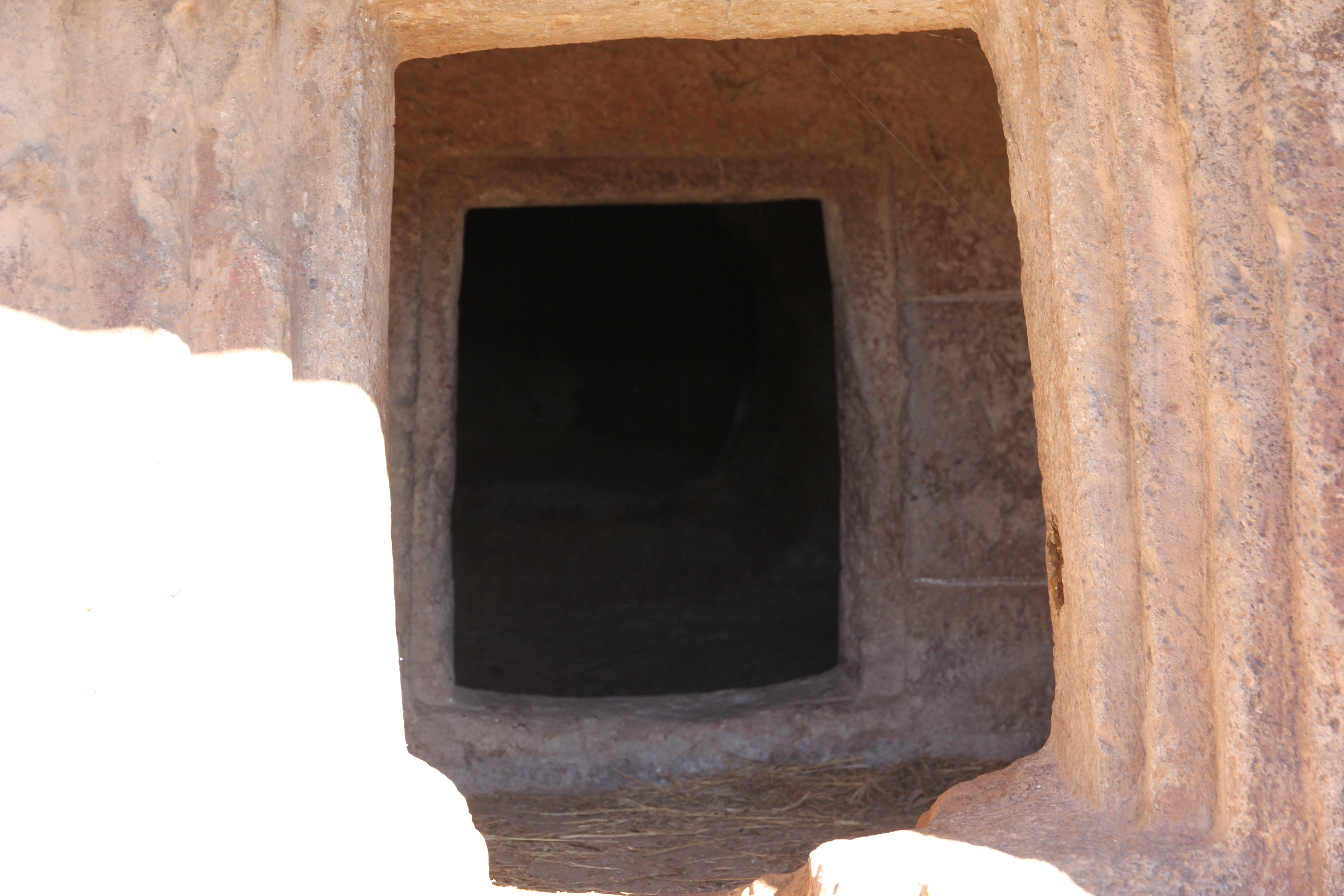
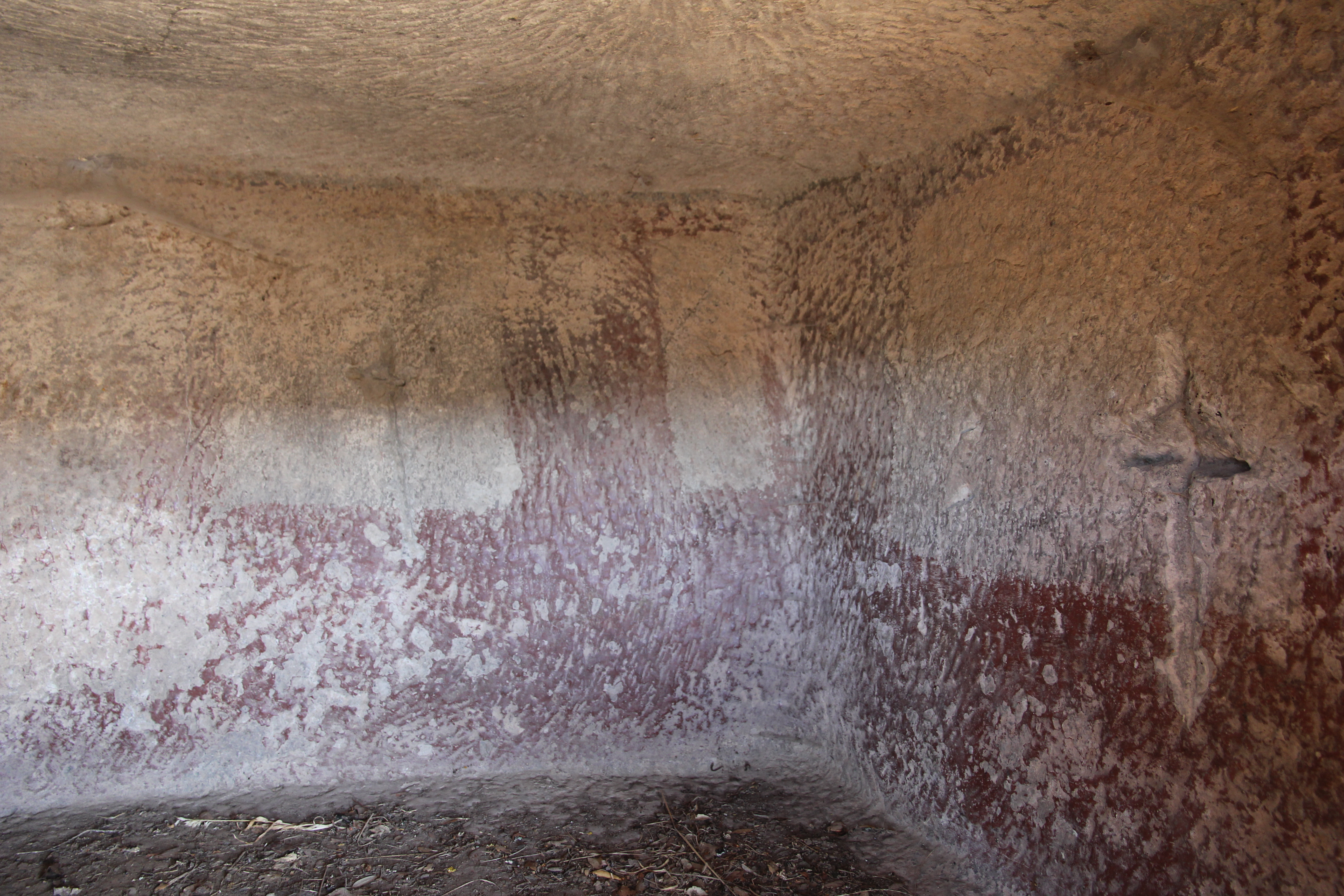
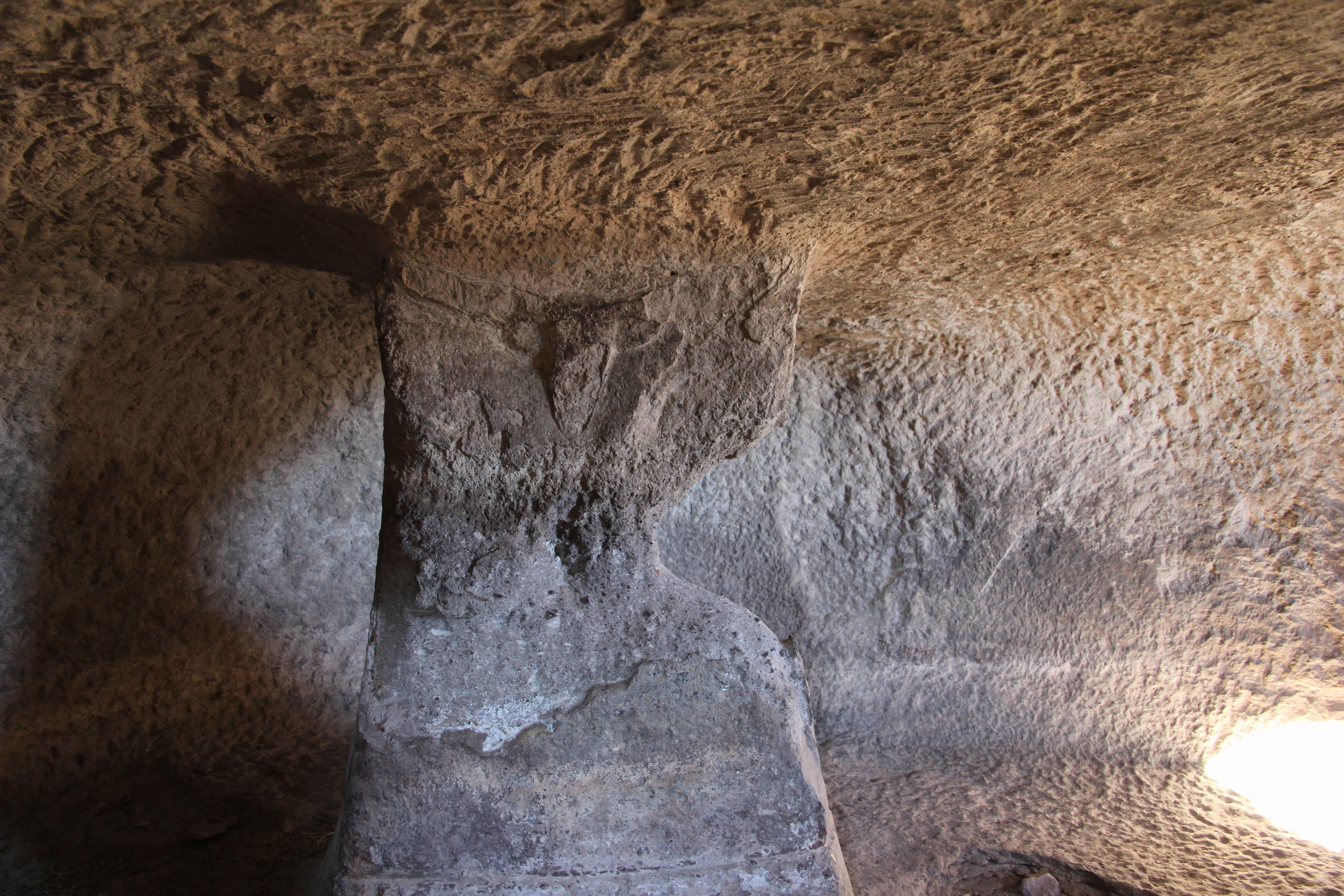
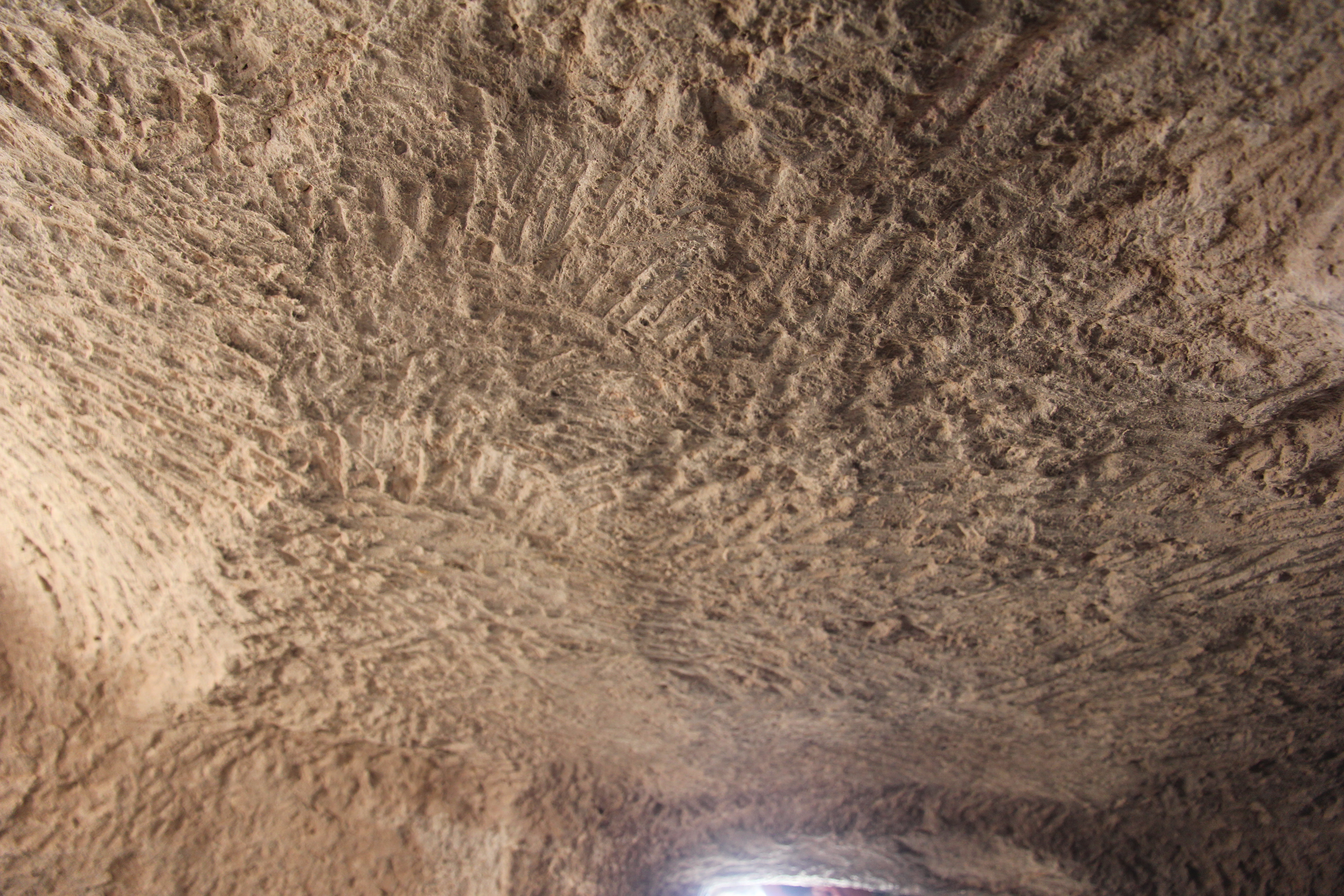